# 卡姆揚卡 (克拉斯諾赫拉德區)
49°16′31″N 35°23′28″E / 49.27528°N 35.39111°E
卡姆揚卡（烏克蘭語：Кам'янка）是位於烏克蘭東部的村莊，由哈爾科夫州别列斯京区的納塔利內市鎮負責管轄。該村始建於1860年，面積0.63平方公里，海拔高度102米，2001年人口193，人口密度每平方公里305.4人。